# شهرستان نانجینگ
شهرستان نانجینگ (به لاتین: Nanjing County) یک منطقهٔ مسکونی در چین است که در جانگجاو واقع شده‌است.